# Sabine Süsstrunk
Sabine Süsstrunk née le 13 juin 1962 à Soleure, est informaticienne et professeure à l'École polytechnique fédérale de Lausanne (EPFL), où elle dirige le Laboratoire d'images et de représentation visuelle  de la Faculté des sciences de l'informatique et de la communication et présidente du Conseil suisse de la science dès le 1er janvier 2021.

## Biographie

### Enfance, études et vie personnelle
Sabine Süsstrunk naît le 13 juin 1962 à Soleure, d'un père ingénieur chez Sulzer et d'une mère femme de ménage, membre du Conseil communal (exécutif) de Soleure puis du Conseil cantonal.
Elle grandit à Soleure et reçoit son premier appareil photo à l'âge de 10 ou 12 ans. Elle étudie la photographie scientifique à l’École polytechnique fédérale de Zurich, après avoir commencé par la chimie. Elle obtient un bachelor en 1987, puis un master en publication électronique en 1993 à l’Institut de technologie de Rochester dans l'État de New York. Elle décroche par ailleurs en 2006 un doctorat en informatique de l'Université d'East Anglia, en Angleterre. Sa thèse porte sur les « calculs de l’adaptation chromatique ».
Elle vit seule à Lausanne.

### Parcours professionnel et universitaire
Elle enseigne de 1991 et 1995 à la Faculté de photographie de l’Institut de technologie de Rochester, puis travaille comme chercheuse chez Corbis Corporation (entreprise faisant le commerce de photographies et de films, fondée à Seattle par Bill Gates) jusqu'en 1999, année où elle est nommée professeure assistante à l'EPFL afin de créer le département de représentation visuelle numérique. Elle devient professeur ordinaire en 2014.
Ses domaines de recherche sont l'imagerie numérique, la photographie computationnelle, le traitement d'image couleurs (y compris la sensibilité spectrale), la vision par ordinateur, ainsi que la qualité d'image et l'esthétique informatique. Elle est membre de l'IEEE et IS&T et a reçu le prix 2013 de la scientifique de l'année en imagerie électronique IS & T / SPIE[source secondaire souhaitée].
Depuis 2015, Sabine Süsstrunk est directrice du Digital Humanities Institute au Collège des Humanités de l'EPFL. Elle dirige également un nouveau programme de maîtrise en sciences humaines numériques[source secondaire souhaitée].
Sabine Süsstrunk est également membre du conseil de fondation et du comité exécutif du Fonds national suisse de la science et présidente et membre du conseil d'administration de la Fondation EPFL WISH[source secondaire souhaitée]. Le 1er janvier 2018, elle a rejoint le conseil d'administration de la SRG SSR[source secondaire souhaitée].
Le 12 août 2020, le Conseil fédéral la nomme au poste de présidente du Conseil suisse de la science à compter du 1er janvier 2021.

## Distinctions
2013 scientifique de l'année par Electronic Imaging[source secondaire souhaitée]